# Historia apologética y descripción del Reino de Navarra
Historia apologética y descripción del Reino de Navarra es la primera obra impresa sobre Historia y Geografía del Reino de Navarra. Se publicó en Pamplona en 1628 y en la portada se informa de que ha sido «sacada a la luz» por García de Góngora y Torreblanca, un seudónimo. El  libro expone la calidad y antigüedad del Reino de Navarra, tratando de demostrar históricamente su precedencia respecto al de Aragón; defiende también que propiamente no hubo una conquista de Navarra por Castilla.
La publicación de este libro provocó una agria polémica entre cronistas e historiadores aragoneses y navarros, que disputaron por la preeminencia de sus respectivos reinos. En esta polémica se discutió también sobre su autoría, ya que el autor que figuraba en la portada había fallecido antes de la publicación del libro. Los aragoneses lo atribuyeron a Juan de Sada y Amézqueta, quien rechaza esa adjudicación al mismo tiempo que defiende el contenido del libro.

## La edición

### Portada
En 1628 ve la luz en Pamplona la  Historia apologética y descripción del Reyno de Navarra […], como era habitual en aquel  tiempo, el título en su afán descriptivo se alarga hasta ocupar buena parte de la portada:

Historia apologética y descripción del Reyno de Navarra y de su mucha antigüedad, nobleza y calidades y reyes que dieron principio a su real casa y procuraron sus acrecentamientos, y de la duración della y sucessos y hechos heroycos y famosos de sus naturales en armas y conquistas. Dividida en III libros con un tratado a la postre de las quatro ciencias y artes mathemáticas.

A continuación, indica que la publicación ha sido «sacada a la luz por don García de Góngora y Torreblanca», quien la «dirige» [dedica] al Reino de Navarra. Como era obligatorio, se da cuenta de que la edición ha sido aprobada por el Consejo Real de Navarra, la institución encargada del control del libro y de las imprentas, que le ha concedido la preceptiva licencia y tasa.
La portada termina con el pie de imprenta, también obligatorio, en el que se ha de reseñar el lugar de impresión Pamplona, el impresor Carlos de Labayen y el año de publicación 1628. Labayen, hace gala del título de  «Impresor del Reino  de Navarra», que le confiere prestigio y al mismo tiempo le da derecho a un sueldo y a imprimir en exclusiva las publicaciones institucionales; se había formado como tipógrafo en Zaragoza y fue reclamado por las instituciones navarras para abrir un taller en Pamplona, con el fin de mejorar el servicio que hasta la fecha prestaba en exclusiva Matías Mares en el ejercicio de sus cargos de impresor del Reino y del Ayuntamiento de Pamplona. Labayen comenzó a trabajar en Pamplona en 1607 y aquí permaneció durante 26 años, hasta su muerte en 1632. De su imprenta salieron al menos medio centenar de libros, además de una multitud de papeles sueltos y folletos, que en una imprenta constituían entonces la mayor parte de los trabajos cotidianos.
En la Historia apologética el impresor realizó un trabajo fue de poca calidad tipográfica, a tono con el nivel mediocre de la imprenta barroca. Contiene, además, abundantes y notables erratas, tal como reconoce Juan de Sada y Amézqueta en la carta que dirige a Bartolomé Leonardo de Argensola, en la que disculpa el error en una fecha del pontificado de Gregorio II aduciendo que «fue de impresión [el error], de que padece muchos y muy notables la Descripción de Navarra». Por lo que respecta al papel utilizado es de mala calidad, «ordinario». El volumen tiene un formato grande, en folio [en torno a 34 centímetros de altura], empleado en las ediciones institucionales y de referencia. Consta de 121 folios, lo que equivale a 242 páginas. El texto general se reparte a dos columnas con anotaciones marginales. Las letras iniciales son antiguas y aparecen desgastadas.

### Contenido

#### Libro I
Descripción, antigüedad, nobleza y calidades del Reyno de Navarra. Tiene cuatro capítulos dedicados a la descripción del Reino, tanto de su geografía física: recursos naturales y explotación agrícola; como de su geografía humana: principales poblaciones, palacios reales y de cabo de armería, fábricas de munición, habitantes, lenguas que se hablan, organización eclesiástica y principales iglesias. Queda de manifiesto el conocimiento directo del autor, especialmente de los Pirineos. Por otra parte, menciona autores clásicos y renacentistas.

#### Libro II
De antigüedad, nobleza y calidades del Reyno de Navarra y su corona, y hazañas y hechos heroicos y conquistas de sus naturales en tiempo de los Reyes, que tan solamente fueron de Pamplona o Navarra, y Condes de Aragón, y Señores de Sobrarbe, y después en los de sus sucesores. Tiene quince capítulos dedicados preferentemente a exaltar la fama de personajes navarros que se habían distinguido en las armas, letras y religión, como eran los linajes de Rada, Beamont, Zúñiga o Remírez de Arellano. En otro lugar destaca a navarros influyentes en Castilla, Andalucía, Aragón, Valencia, Francia e Italia y a miembros relevantes de las Órdenes Militares.

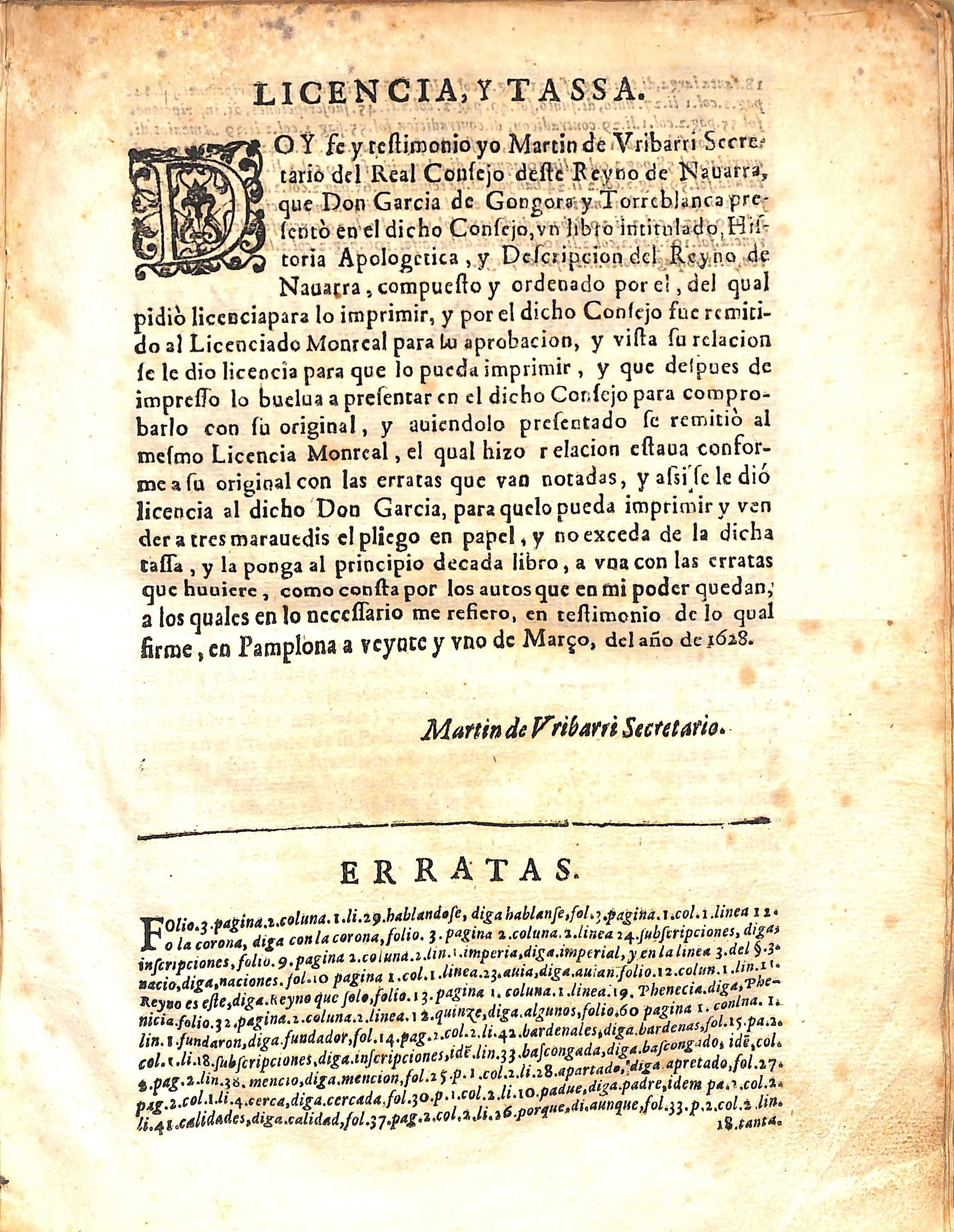
Página de los preliminares del libro con la licencia, tasa y fe de erratas (1628).

#### Libro III
De las calidades y antigüedad del Reyno de Navarra y su corona, y Reyes que dieron principio a su Real Casa, en que también se responde a la censura de diversos autores. Está organizado en 36 capítulos. En abierta discrepancia con la historiografía aragonesa, mantiene que el origen del Reino de Navarra es anterior al de Aragón. En el capítulo XXVIII aborda «la obtención de Navarra por el rey don Fernando [el Católico]», sobre la que expone que no hubo propiamente una conquista de Navarra por Castilla, pues las capitulaciones y confirmación de los privilegios navarros se hicieron antes de que se rindiera Pamplona. A partir del capítulo XXXIII se abordan diversas cuestiones, como una sucinta descripción de España, Francia e Italia; un breve tratado de las disciplinas que componían el Quadrivium y el Trivium, que le ofrece la oportunidad de ensalzar la profesión del maestro; y termina con la relación de los emperadores y reyes de España.

### Preliminares legales
En las primeras páginas se incluyen, como estaba establecido, los informes, necesariamente favorables a la impresión; en ellos sus autores coinciden en lamentar que hasta la fecha la historia del Reino de Navarra no había sido investigada por sus naturales y que, por el contrario, habían sido extranjeros los que la habían abordado e infravalorado en favor de sus patrias. Así, Pedro de Monreal, abogado de los tribunales de Navarra, en su informe publicado en los preliminares del volumen, celebra que por vez primera se ha investigado con rigor la historia de Navarra: «Porque las verdades y sucesos que ha habido en este Reino desde que se comenzó a recuperar por sus naturales han estado en los calabozos de la oscuridad y olvido por no haber quien tuviese la pluma para descubrir y sacar a la luz», al tiempo que pone de manifiesto el rigor del autor, quien había rebatido los asertos de los que tergiversaban la historia de Navarra en beneficio de sus intereses locales: «Escribe muy por menor y satisfizo con la verdad a los que la han querido oscurecer». 
En similares términos se expresa el informante religioso, el agustino fray Juan Bautista de Alarcón: «He leído con mucho gusto por ver sacar en público tantas antigüedades y cosas honrosas de este Reino que hasta ahora han estado encerradas en la oscuridad y tinieblas de los archivos, con tan buena y verdadera historia con que desengaña muchos errores e ignorancia en que han estado algunos por falta de autores que hiciesen memoria de ellos». Los preliminares legales terminan con la inclusión de la licencia de impresión y la aprobación del precio de venta [tasa] que había dictado el primero de marzo de 1628 el Consejo Real de Navarra, al que correspondía el control de las ediciones del Reino. Cierra este apartado, dedicado al cumplimiento de la legislación en materia de imprenta, la fe de erratas advertidas en el original impreso.

## Sobre la autoría
En la portada del libro aparece como autor don García de Góngora y Torreblanca. Los cronistas aragoneses denunciaron inmediatamente que se trataba de la usurpación del nombre de un canónigo de la catedral de Pamplona que había fallecido con anterioridad a la publicación del libro; motivo por el que se deducía que se trataba de un seudónimo. La Historia apologética afirmaba que el Reino de Navarra era más antiguo que el de Aragón, esto fue rechazado inmediatamente por Juan Briz, abad de  San Juan de la Peña, autor de Historia de la fundación y antigüedades de San Juan de la Peña y de los Reyes de Aragón y Navarra, publicada en 1620. Todo esto dio lugar al intercambio de cartas entre las dos partes que, al imprimirse tuvieron, gran difusión. En total fueron siete, publicadas entre los años 1628, el de la aparición de la Historia apologética, y 1629. En la polémica las dos partes recurrieron a las fuentes primarias y a la bibliografía especializada, aunque, en ocasiones, pasaron a los insultos y descalificaciones, que testimonian la indignación que se había apoderado de los dos bandos.

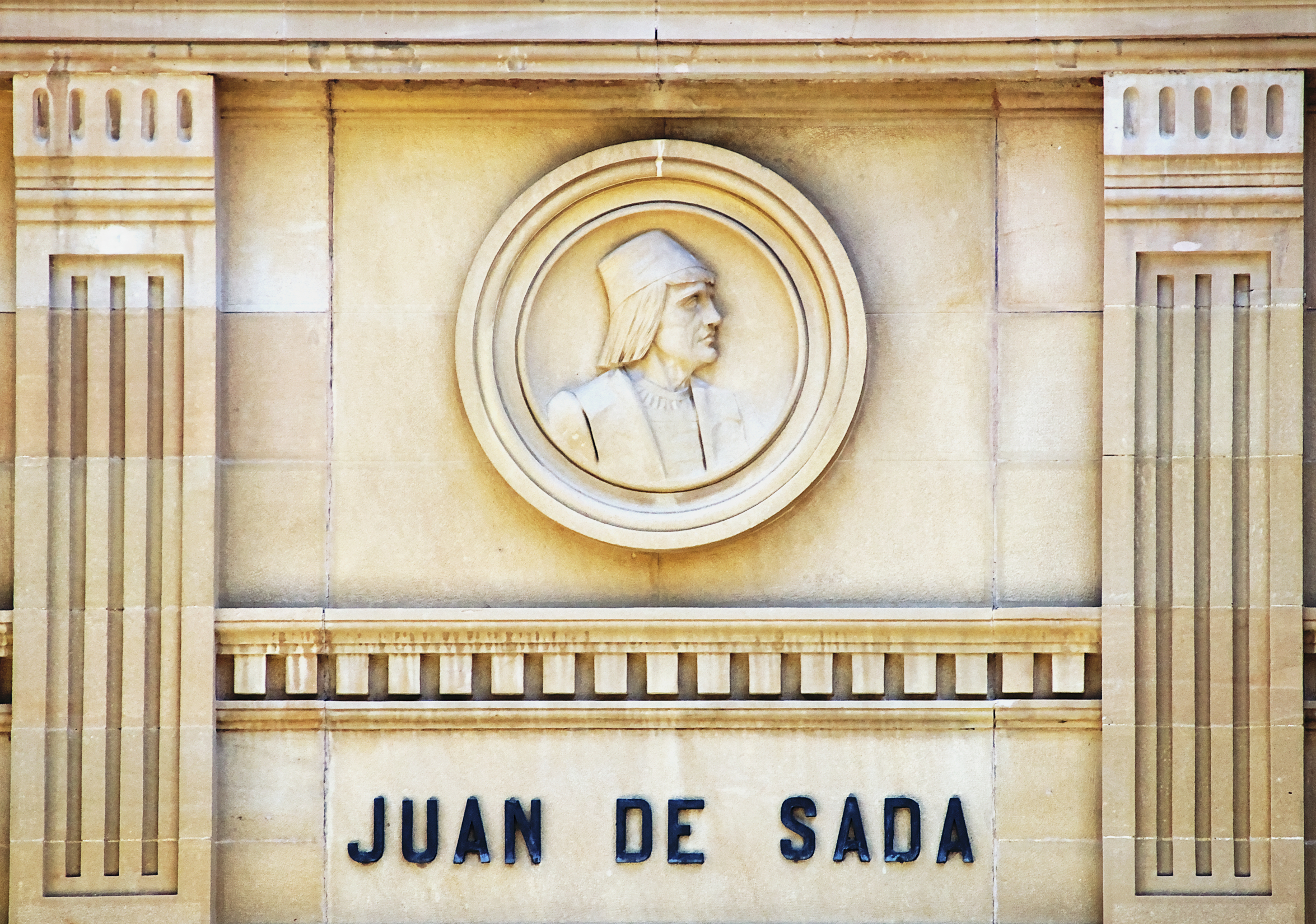
Tondo con la representación de Juan de Sada en la fachada del antiguo Archivo General de Navarra.

Juan Briz inició la discusión con una carta dirigida a Bartolomé Leonardo de Argensola, cronista del Reino de Aragón, en la que le informaba de la aparición de la Historia apologética, de la que le hacía llegar un ejemplar, y le mostraba su disconformidad con lo escrito en él sobre la primacía del Reino de Navarra sobre el de Aragón. Por el sector navarro, respondió Juan de Sada y Amézqueta, un personaje relevante social y profesionalmente, quien aseguraba que no era el autor del libro, sino su defensor frente a los historiadores aragoneses: «Porque a ser obra mía [la Historia apologética], no tenía por qué ocultar mis nobles apellidos y artes matemáticas y liberales que profeso en grado tan superior que abonan y acreditan lo que yo escribo».
Briz insinúa que el autor de libro navarro era de un maestro de niños de Pamplona y de ahí su escaso rigor: "Se dice en aquella ciudad [Pamplona] que lo ha compuesto un ludi magister [maestro de niños], enseñante a escribir, y lo testifican tot ludibria [los juguetes infantiles] como en él [el libro] se contienen". A esta maliciosa atribución Sada y Amézqueta contestó: «Como al principio de esta carta y las demás que os están escritas se advierte, ya se sabe que el trabajo de la ordenación de la Descripción de Navarra no es del maestro de primeras letras que vos decís». Probablemente Briz, desconocedor de la sociedad pamplonesa, confundió a Juan de Sada y Amézqueta con Juan de Sada, maestro de escuela de la capital navarra. 
La atribución de la autoría a un maestro de escuela se reitera en la «Carta de don García de Góngora y Torreblanca, acusante a un maestro de muchachos en Pamplona por haber impreso a su nombre la nueva Historia Apologética de Navarra, en este Año de 1628». La suscribe, como se ve, el supuesto autor de la obra, al tiempo que se dice que había muerto hacía tres años. El autor anónimo de la carta apoya las tesis de Briz y justifica que éste no entre en la polémica personalmente: «También toca al Reverendísimo Abad de la Peña, reprimir vuestra temeraria osadía mas, por lo que debe al decoro de su persona y al de fu dignidad, no desciende a ello». Por lo que se refiere a Argensola, asegura que no se ha molestado en leer las dos cartas que ha recibido de Navarra. En otra parte apunta la sospecha de que la Historia apologética sea una empresa colectiva: «No son de vuestra jurisdicción [se refiere al maestro de escuela, supuesto autor] estas sentencias, pero remit su entendimiento a vuestros adherentes, juntados a cabildo en la casa que es muy sabido y reído en Pamplona; que se han juntado muchas veces para escribir esas cartas tan desmesuradas y atrevidas».
Ostolaza llega a la misma conclusión respecto a la autoría de la Historia apologética, cuando afirma:

Se trata de una obra coral, tras la que está la intelectualidad navarra de la época, es decir el sector de juristas partidarios de las tesis navarristas y la clerecía que tiene acceso a los archivos históricos de Navarra, todos ellos unidos por el nexo común de pertenencia a los Brazos [sic] asistentes a las Cortes del Reino.

Así pues, se ha de descartar la autoría de García de Góngora y Torreblanca, cuyo nombre fue usurpado,  y más bien parece que se trate de una obra colectiva, escrita con el propósito de desautorizar, con sus nombres y apellidos, a los encumbrados historiadores aragoneses que sostenían que su reino era más antiguo que el de Navarra y que, por corresponder a varios autores y tratarse de una publicación en principio polémica, se optó por emplear un seudónimo. En el cruce de cartas, Juan de Sada y Amézqueta niega ser el autor y en otra misiva rechaza que lo fuera Juan de Sada, maestro de Pamplona, lo cual no descarta que los dos, junto con otras personas, hubieran colaborado en calidad de coordinadores, promotores o responsables de la edición.

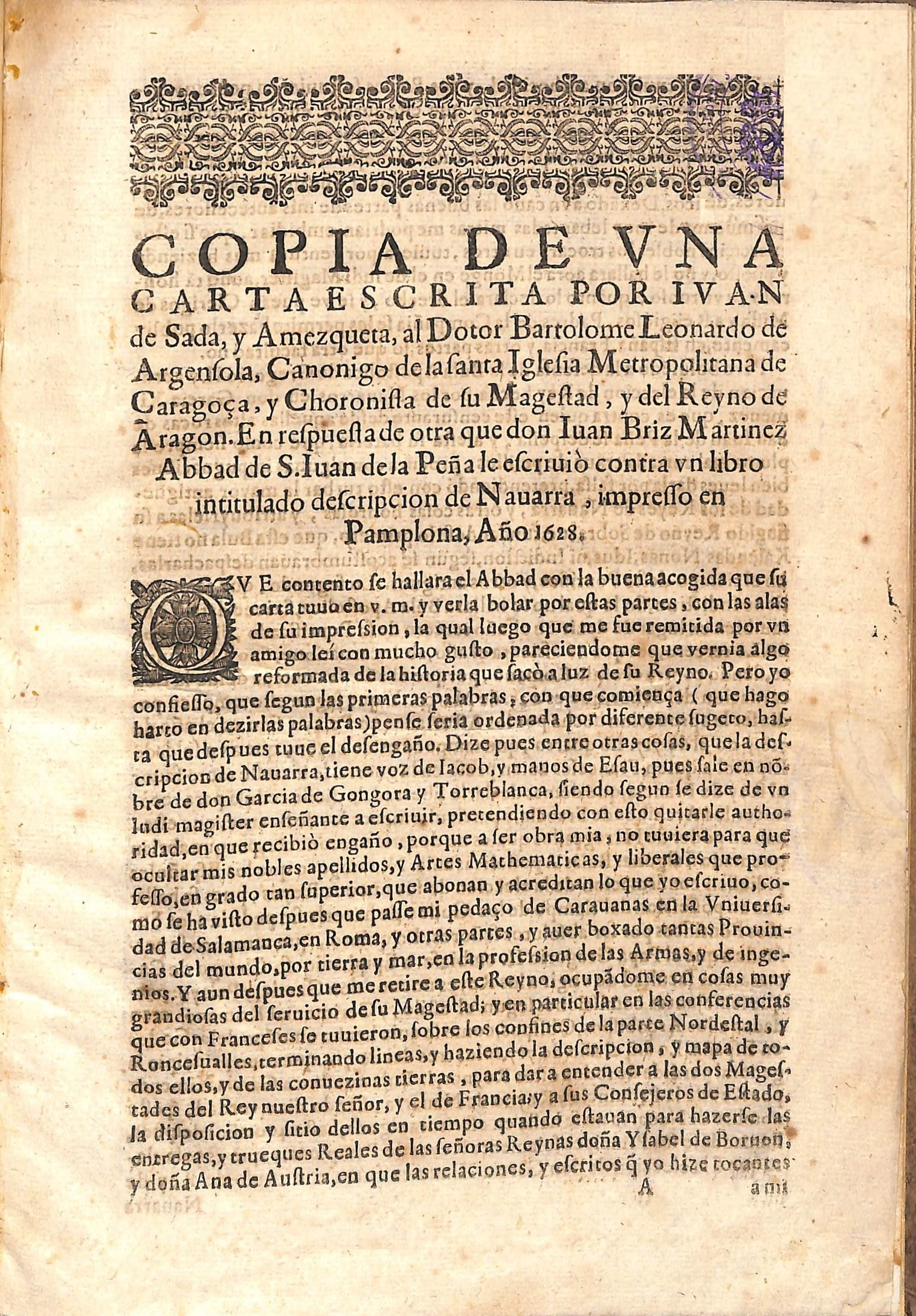
Carta de Juan de Sada a Bartolomé Leonardo de Argensola en la que rebate la que Juan Briz, abad de San Juan de la Peña, había enviado a Argensola criticando las tesis navarras (1628)

## El debate historiográfico
El título del libro III de la Historia apologética resume con claridad su objeto principal: «De las calidades y antigüedad del Reino de Navarra y su Corona y reyes que dieron principio a su Real Casa, en que también se responde a la censura de diversos autores» De esta manera, por primera vez, se pretendía demostrar con fundamentos históricos que el Reino de Navarra precedió al de Aragón, para lo cual era imprescindible rebatir a los historiadores aragoneses.
La tesis navarra provocó la inmediata reacción de Juan Briz Martínez, abad de San Juan de la Peña, quien en su historia de los reyes de Aragón y Navarra (1620) concedía al condado de Sobrarbe el título de Reino de Aragón, al igual que hizo al siguiente año Bartolomé Leonardo de Argensola en la Declaración sumaria de la Historia de Aragón para inteligencia de su mapa. La polémica estalló con la difusión de una carta de Juan Briz dirigida a Bartolomé Leonardo de Argensola en la que se mostraba su disconformidad con la tesis sobre la antigüedad de Navarra y desautorizaba al autor de la obra al que «se le cayeron muchos borrones de la pluma, pero no podrá borrar con ellos nuestras Crónicas, porque se escribieron en bronce, en mármol y en cartas de cedro, por cronistas superiores a todo descrédito». Por su parte, Argensola contestó a Briz con una carta pública en la que le mostraba su apoyo y criticaba el libro.
La versión de los historiadores aragoneses fue rebatida desde Navarra también con cartas firmadas por Juan de Sada y Amézqueta, quien desautorizaba la tesis sobre el origen del Reino de Aragón porque se basaba en el «fingido reino de Sobrarbe» y afirmaba que la casa real aragonesa tenía su origen en Ramiro, hijo ilegítimo, de Sancho el Mayor. A la primacía de Navarra los aragoneses respondían que la restauración del Reino de Navarra por García Ramírez, en 1134, fue resultado de su separación de Aragón a la muerte de Alfonso del Batallador.. La Diputación General de Aragón entró de lleno en la polémica al tachar el libro de «confuso, indocto, temerario, fabuloso y perjudicial» y de manifestarse favorable al Reino de Francia y contrario a la soberanía del rey de las Españas sobre Navarra y, en consecuencia, solicitó a la Corona su prohibición, aunque sin conseguirlo.  Cabe pensar que el monarca, a la sazón Felipe III, no sería partidario de tomar partido en el litigio desatado entre los dos reinos, máxime cuando pervivían reticencias sobre la legitimidad de la conquista del de Navarra en 1512.
En el Reino de Castilla la Historia apologética no encontró rechazo, con la excepción del producido en Guipúzcoa, a la que se hace mención en el capítulo XXIII: «De cómo los guipuzcoanos se entregaron a los reyes de Castilla siendo de la Corona de Navarra», donde se relata que «siendo la tierra de Guipúzcoa de la Corona de Navarra, en ausencia de del Sancho el Fuerte, se entregó al rey Alonso de Castilla» La polémica sobre la antigüedad de los dos reinos volvió a producirse, al cabo de 37 años, con motivo de la aparición de las Investigaciones históricas de las antigüedades del reino de Navarra, publicadas por José de Moret en 1628 como preámbulo a los Anales de Reino de Navarra (1684).